# Berât
Il berât (in turco ottomano  برات; pl. berevât / بروات, in turco berâtlar) era il nome di una licenza (brevetto) o privilegio che concedeva ai loro portatori ottomani non musulmani, chiamati beratlı, una serie di esenzioni fiscali e l'accesso al diritto europeo. Erano anche conosciuti come "dragomanni onorari".
Nell'impero ottomano attraverso un berat venivano riconosciuti i principi vassalli di Serbia, Valacchia e Moldavia.
Con la concessione dei berevât, si aprì la strada all'emergere di una nuova classe chiamata Avrupa Tüccarı (commerciante europeo).
Un berât veniva fornito con la tughra del sultano e rinnovato ogni volta con un nuovo sultano. Questa circostanza era chiamata tecdîd-i berât / تجديد برات.